# Al-Mundhir
Abû al-Hakam al-Mundhir ibn Muhammad ou Al-Mundhir (arabe : أبو الحكم المنذر بن محمد), est le fils de Muhammad Ier. Il est né en 844. Il succède à son père comme émir omeyyade de Cordoue en 886. Il meurt le 26 juin 888.

## Biographie
Encore héritier, il tente de soumettre Omar Ben Hafsun et de mettre fin à sa rébellion, dans la province de Malaga, mais la mort de son père l'empêche de mener à bien cette expédition, à cause des troubles occasionnés par la succession.
La situation en main, il tente à nouveau de soumettre Omar, mais meurt pendant le siège de Bobastro.

### Sources
- André Clot, L’Espagne musulmane (VIIIe~XVe siècle), Paris, Perrin, 1999 (réimpr. 1999), 429 p. [détail des éditions] (ISBN 2-262-01425-6)
- (ar) الأمويون/أمويو الأندلس/بنو أمية في الأندلس- ثم بني ح
- Rafael Altamira, Storia del mondo medievale, vol. II, 1999, 477–515 p., « Il califfato occidentale »